# Andreja Smrekar
Andreja Smrekar, slovenska smučarska tekačica, * 30. julij 1967, Ljubljana.
Andreja Smrekar je za Jugoslavijo nastopila na Zimskih olimpijskih igrah 1984 v Sarajevu, kjer je osvojila 10. mesto v štafeti 4 X 5 km ter 41. mesti na 5 in 10 km.